# District forestier de Shennongjia
Le district forestier de Shennongjia (chinois simplifié : 神农架林区 ; pinyin : Shénnóngjià Línqū) est une subdivision administrative de la province du Hubei en Chine. Il est administré directement par la province et correspond à l'unique district forestier dans l'administration territoriale en Chine.
Il abrite la réserve naturelle de Shennongjia, établie en 1986 dans une région montagneuse couverte de forêts et difficilement accessible.

## Géographie

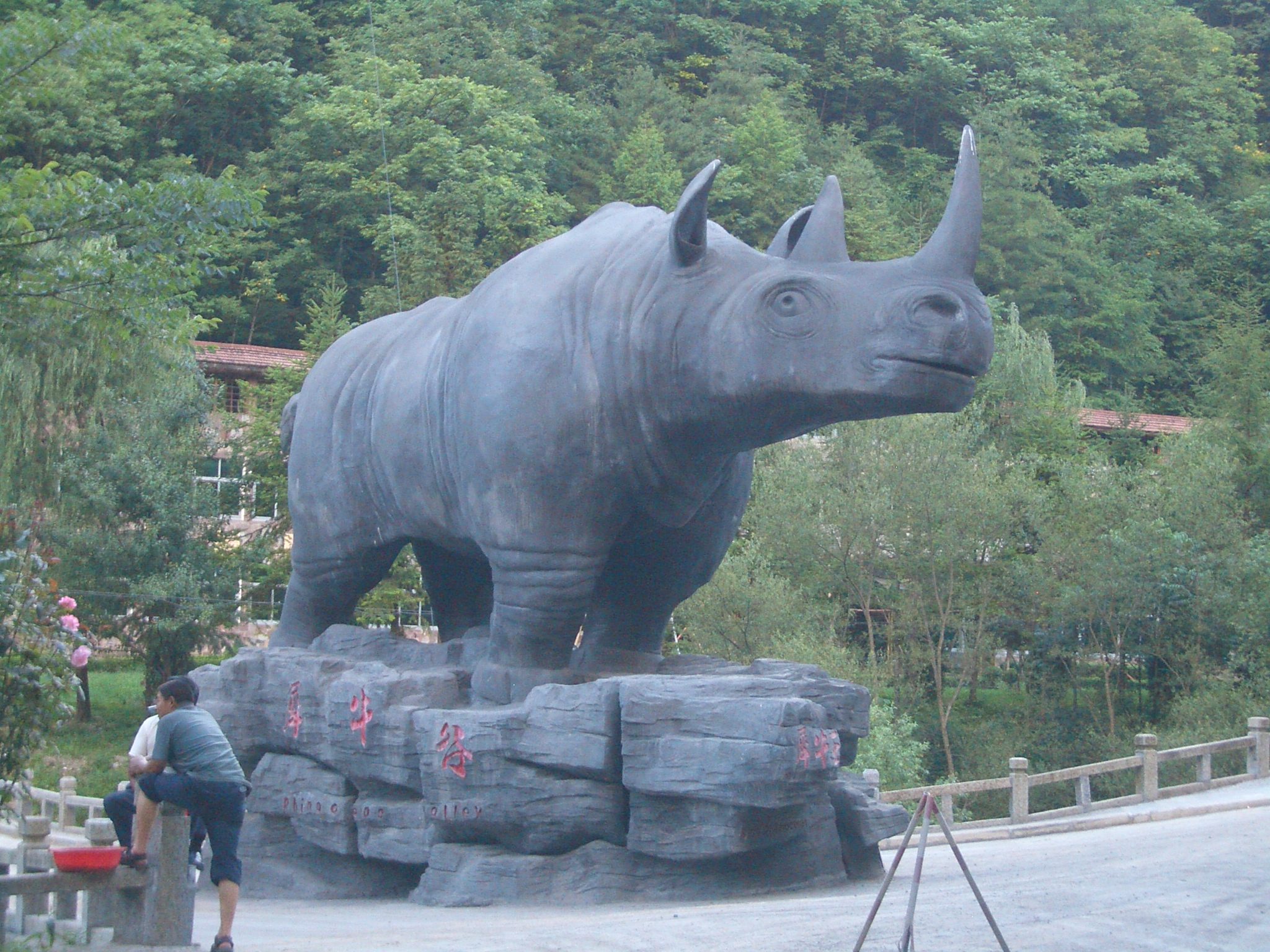
Statue de rhinocéros à Hongping

Elle est composée du massif montagneux de Shennongjia, considéré comme la plus haute partie des monts Daba (zh), et comporte des zones humides.
Elle est traversée par la rivière Xiangping (湘坪河). Elle est également traversée par la rivière Han, qui se jette dans le Yanzi à Wuhan.
Le principal centre urbain de la région est le bourg de Muyu (木鱼镇), également appelé Muyuping (木鱼坪) qui est la principale porte d'entrée à la réserve naturelle. Il longe la rivière Lin (临河).
La vallée où se situe le bourg de Hongping est appelée Vallée du rhinocéros (犀牛谷, xīniú gŭ), en raison de la découverte de fossiles de rhinocéros préhistoriques dans des cavernes avoisinantes.

## Transports
Le district forestier est desservi par l'aéroport de Shennongjia-Hongping, situé sur le bourg de Hongping, dont les travaux de construction ont débuté le 1er avril 2011.
Des liaisons par bus régulières échangent avec les villes de Chongqing, Shiyan, Wuhan et Yichang.

## Culture
La population de Shennongjia a conservé l'épopée des ténèbres, une collection de contes et légendes en poème épique.
Le nom du district forestier provient de Shennong, un héros civilisateur de la mythologique chinoise.
On voit dans le parc différentes statues de divinités.

## Galerie

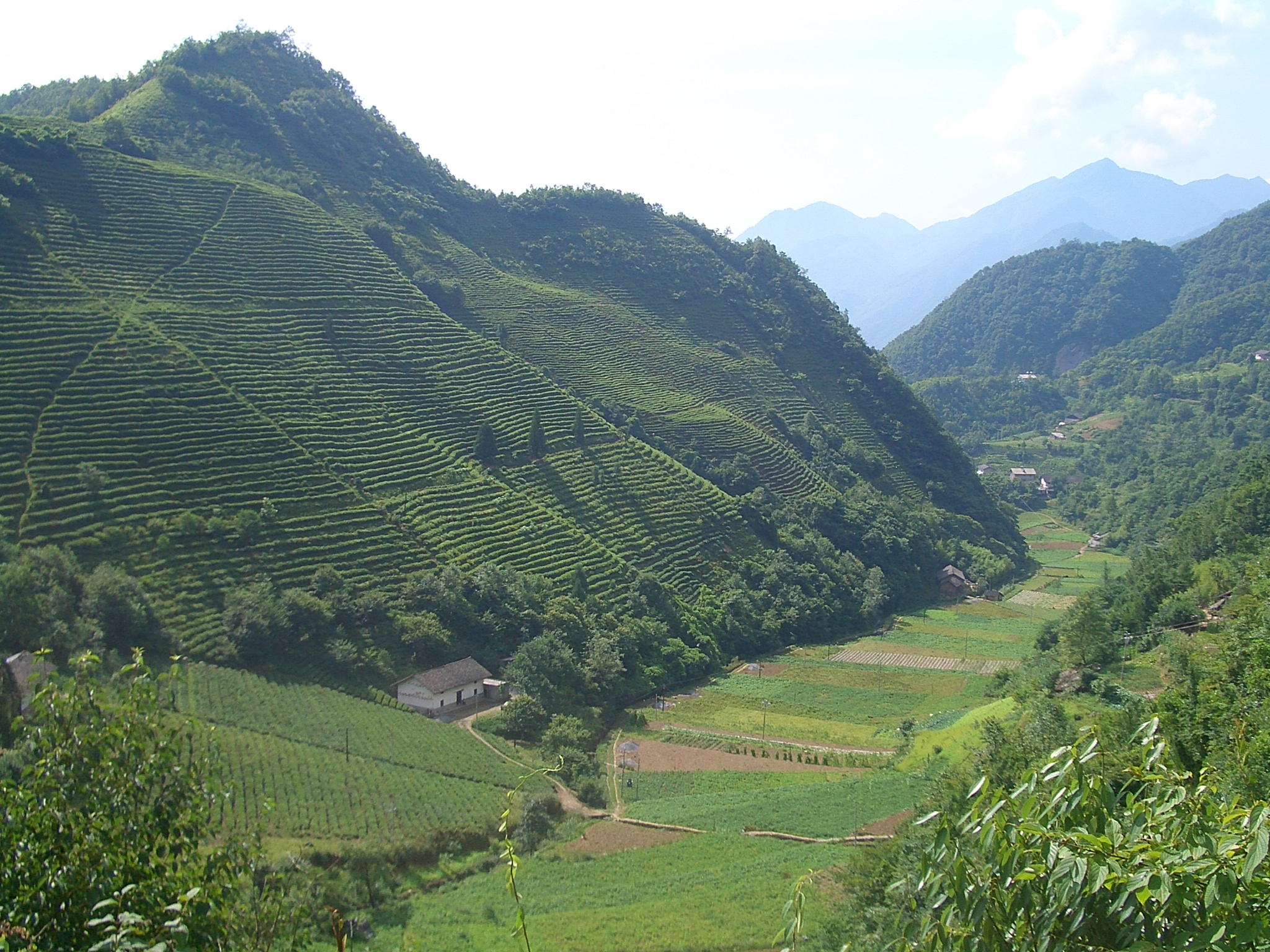
Plantation de thé à flanc de montagne
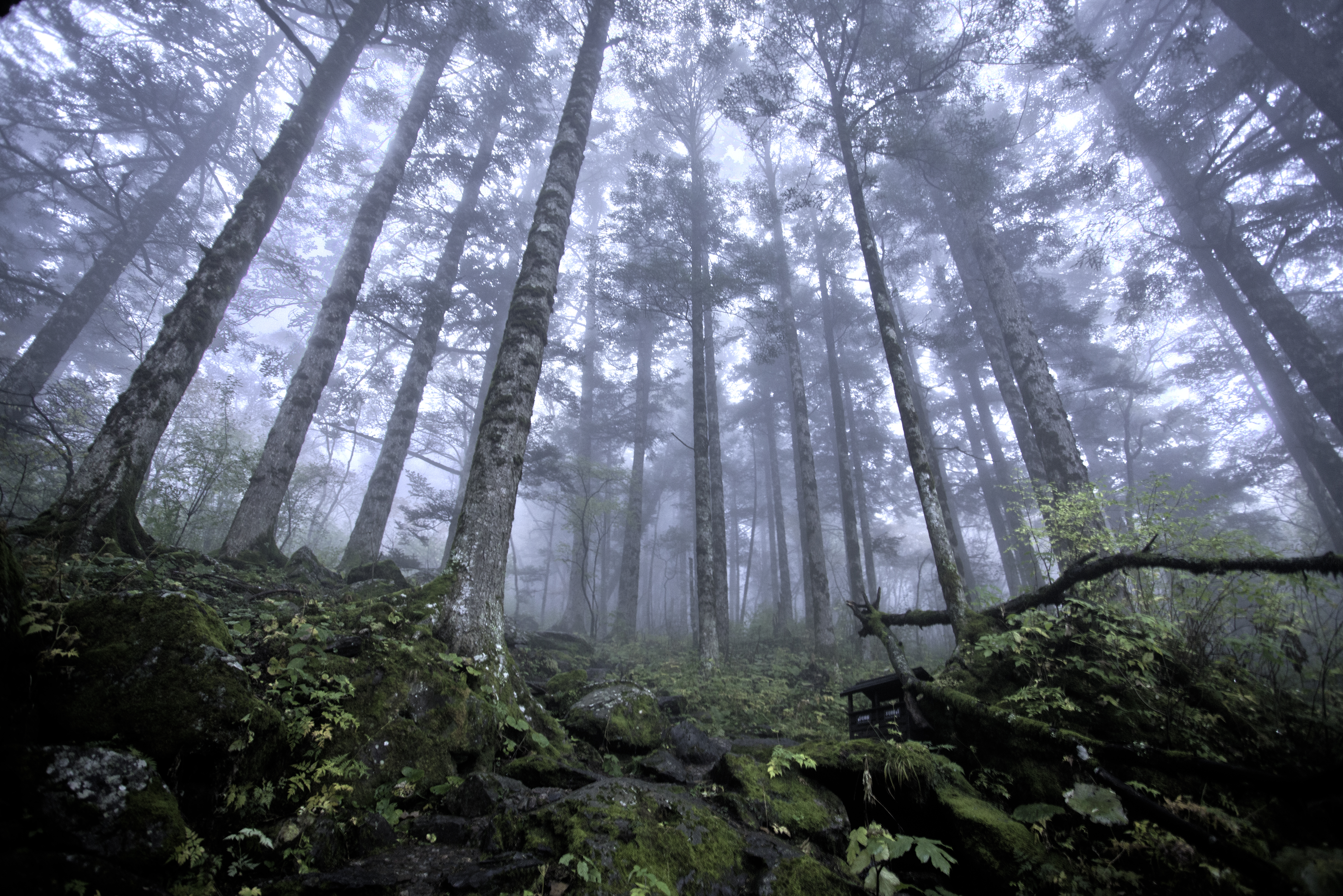
Forêt primaire
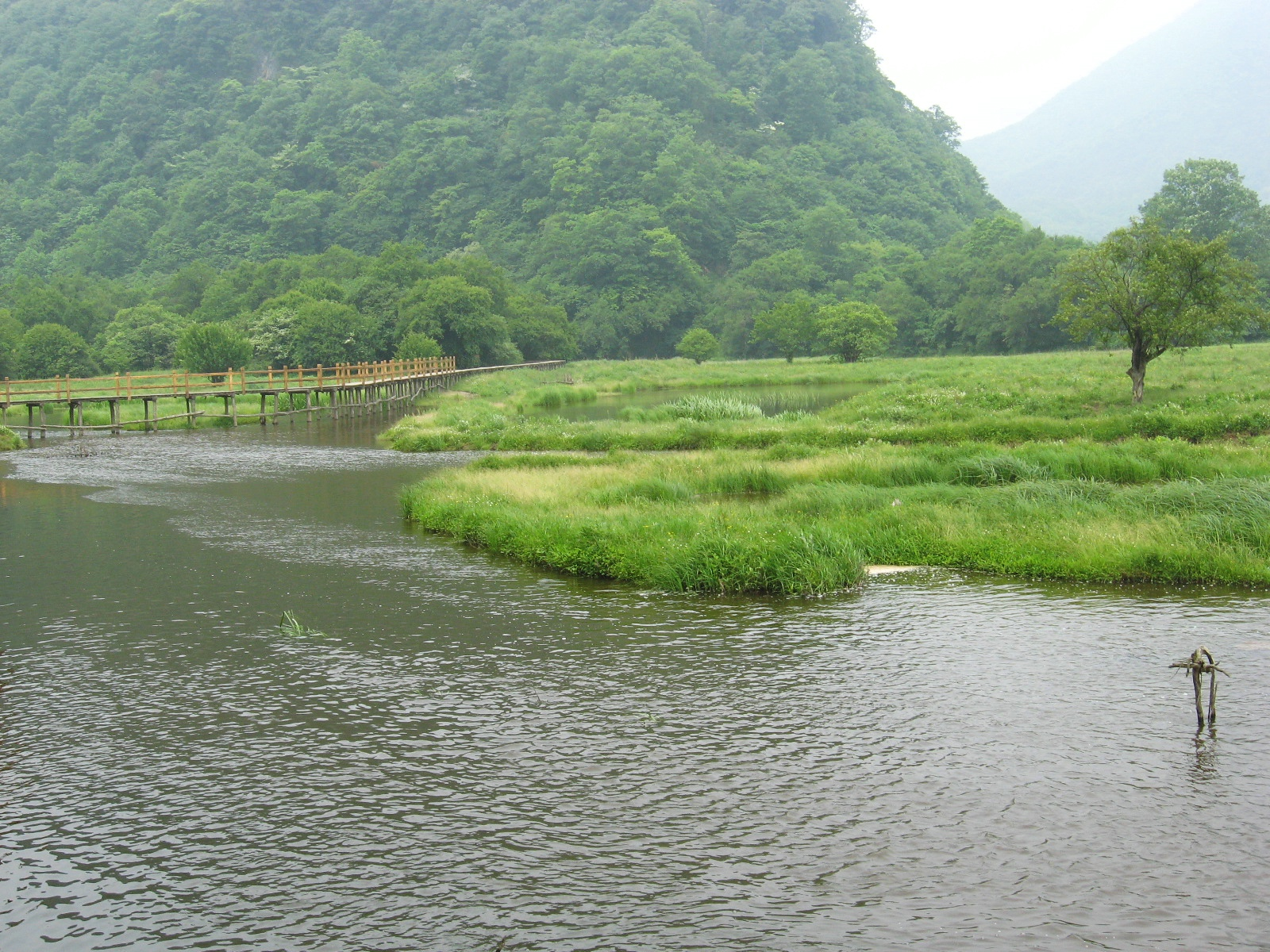
Zone humide
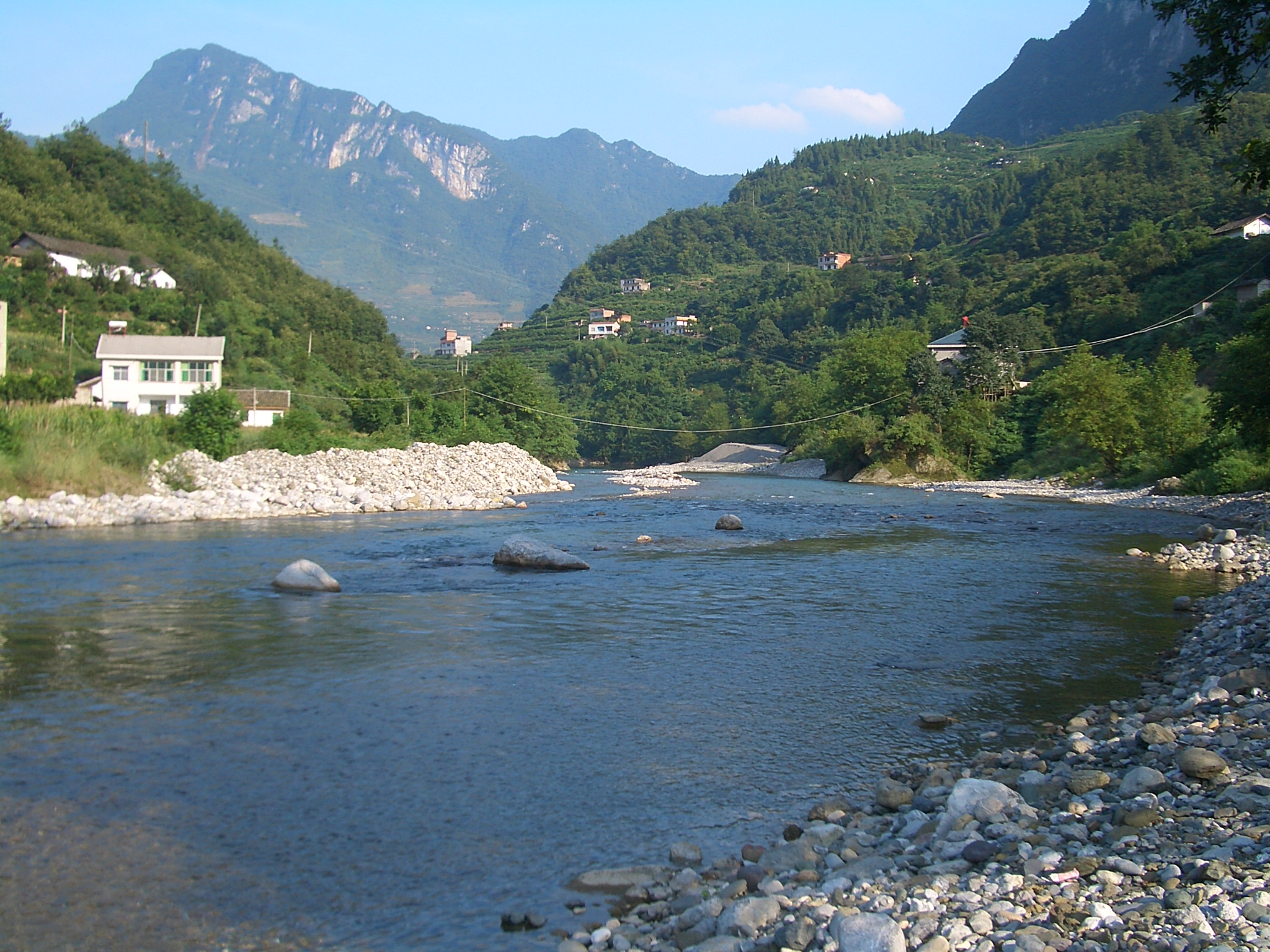
Rivière Xiangping